# Aviació ultralleugera
Cap a finals dels anys 1970 i començaments dels anys 1980, molta gent tractava de ser capaç de volar econòmicament. Com a resultat, moltes autoritats d'aviació van engegar definicions d'ultralleugers, avions de vol lent que podien estar subjectes a una regulació mínima. Els avions resultants es coneixen comunament com "ultralleugers" o "microlleugers", encara que el pes i els límits de velocitat són rarament els mateixos en dos països diferents.

## Definicions

### Europa

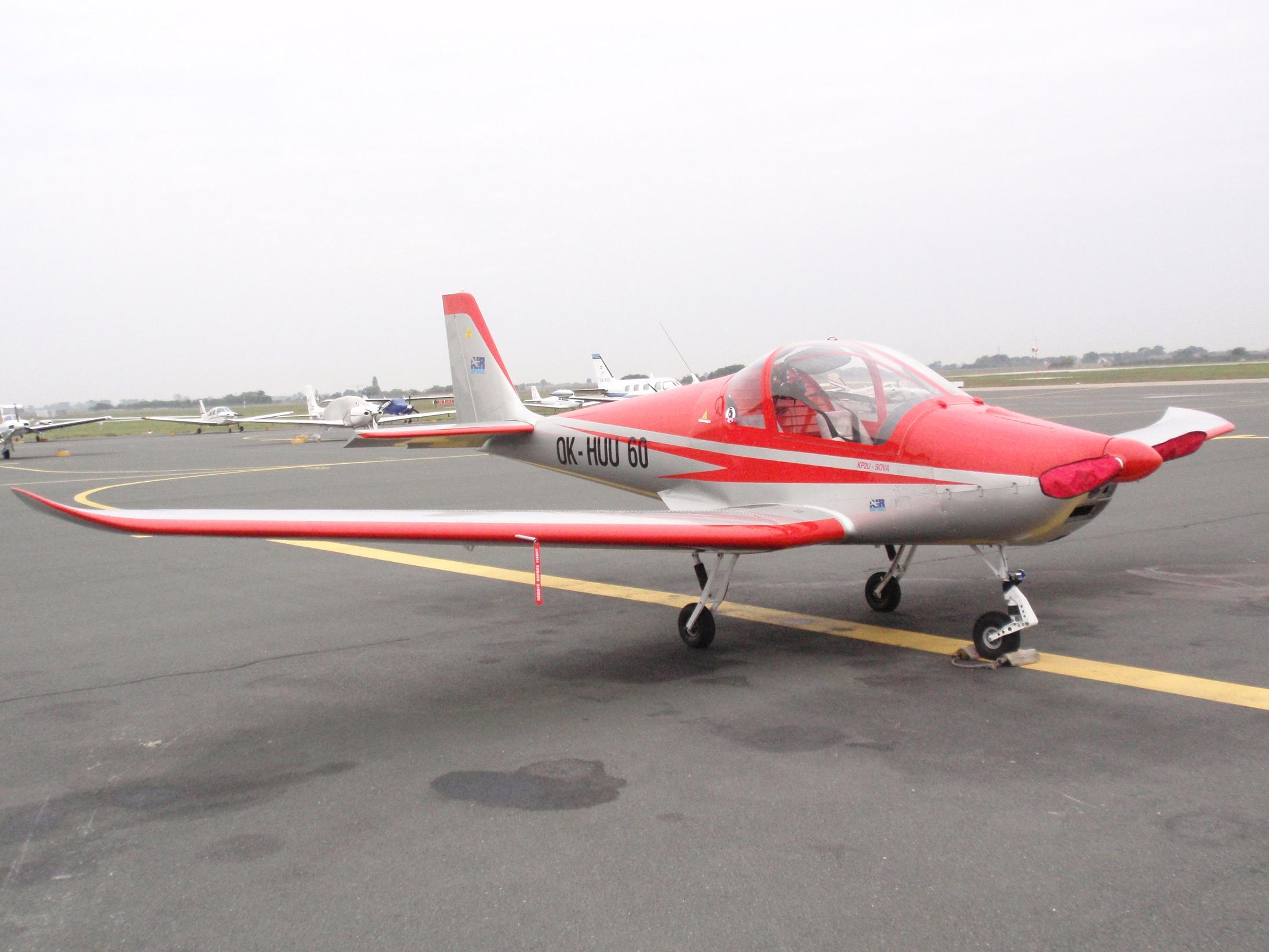
Ultralleuger Kappa 77 KP 2U-SOVA

La definició d'ultralleuger d'acord amb el document de les Autoritats Conjuntes d'Aviació és el d'un avió que no té més de dos seients, una velocitat de pèrdua absoluta amb motor i ús de dispositius hipersustentadors (VS0) de 65 km/h CAS, i un pes màxim d'enlairament de no més de:
- 300 kg per un avió terrestre, d'un sol seient (monoplaça)
- 450 kg per un avió terrestre, de dos seients (biplaça)
- 330 kg per un avió amfibi (hidroavió) o un avió flotant, un sol seient
- 495 kg per un avió amfibi o un avió flotant, dos seients

El 2018 el Parlament Europeu va introduir una nova legislació que permet avions ultralleugers amb un pes màxim a l'enlairament de fins a 600 kg. Diversos dissenys d'aeronaus ja existents es poden ajustar al nou límit amb certes modificacions i certificacions dels seus components.

## Tipus d'Ultralleuger[4]
Tot i que existeix una amplia varietat d'aeronaus, per l'estructura i els comandaments de vol es poden classificar de la següent forma:
ULM (Ultralleuger Motoritzat) de dos eixos: Es tracta d'una aeronau governada per els timons de profunditat i direcció, el que permet actuar sobre els eixos vertical (guinyada) i lateral (capcineig) però no disposa d'alerons per realitzar el gir sobre l'eix longitudinal (guerxament).
ULM multieixos (tres eixos): En aquest tipus d'ultralleuger també es disposa dels alerons per tant es pot actuar sobre els tres eixos de vol, vertical, lateral i longitudinal.
ULM per desplaçament del centre de gravetat (pendular): Aquest ultralleuger consisteix en una ala en delta que porta penjat un carro tricicle motoritzat que pivota lliurement en tots els seus eixos desplaçant el seu centre de gravetat per governar els seus moviments i actuacions.
Autogir: Aquesta aeronau porta una ala giratòria lliure que rota per efecte del vent relatiu que la travessa de baix a dalt. El rotor articulat permet inclinar-lo per tal de canviar la trajectòria i l'actitud de vol.

## Seguretat

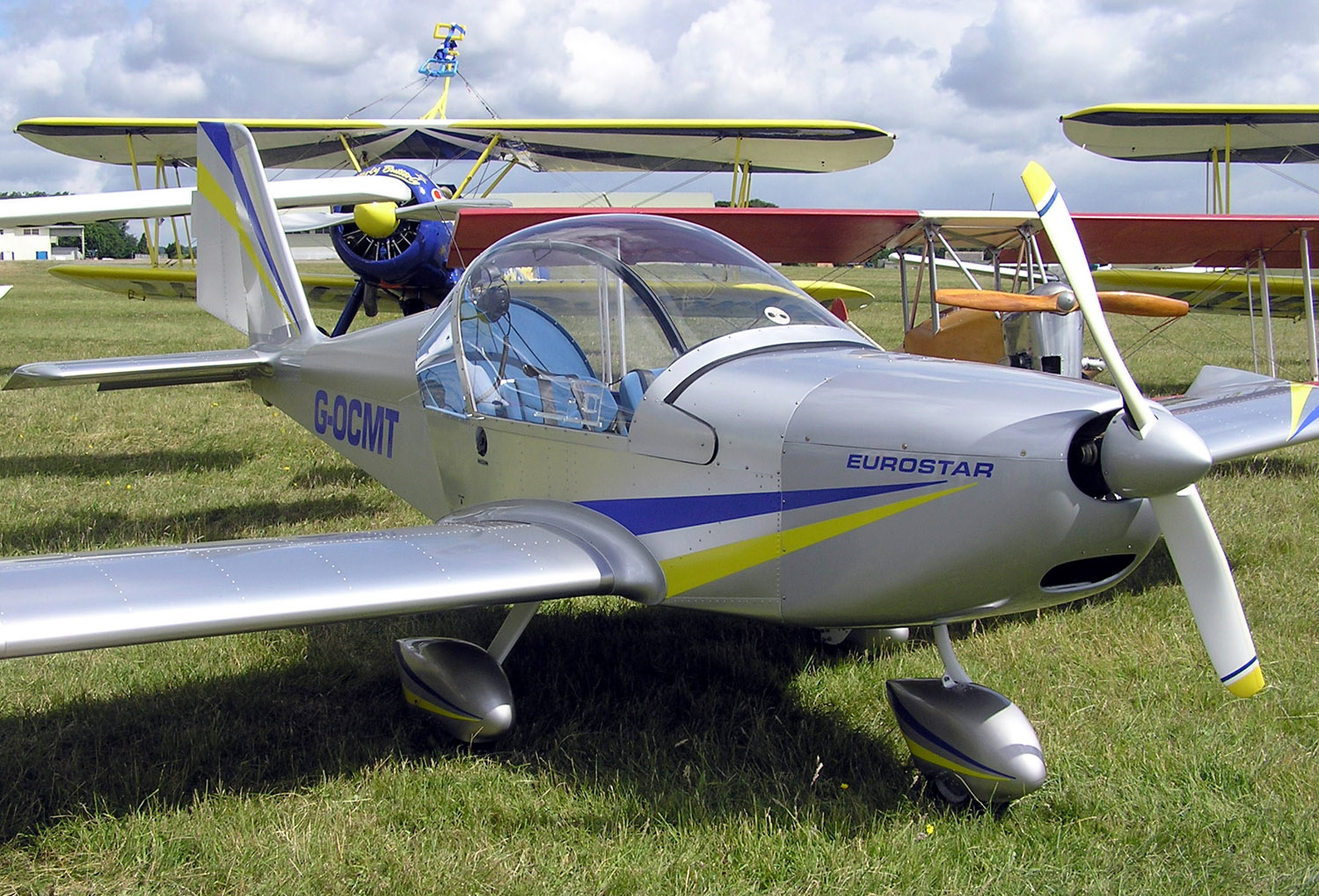
Ultralleuger Cosmik EV-97 Eurostar

Els ultralleugers solien tenir unes xifres de seguretat pobres, principalment a causa de l'insuficient entrenament dels seus pilots. Aquest no és actualment el cas, ja que la majoria dels països requereixen avui dia una Llicència / Certificat de Pilot d'Ultralleuger, freqüentment regulat per una o més organitzacions de pilots en les quals es delega.
La qualitat de construcció i bones condicions per al vol dels avions ultralleuger (i dels avions esportius lleugers construïts a casa en EUA) són iguals, en l'actualitat, als avions lleugers Certificats, i en alguns tipus satisfan ambdós tipus de requeriments i estan disponibles versions del mateix model amb qualificació d'ultralleuger o d'avioneta certificada.
Quan es registren com ultralleuger (o Experimental-LSA en EUA) es permet al pilot realitzar més que simples tasques de manteniment, resultant en costos d'operació inferiors, encara que algunes vegades amb el cost de restriccions tals com evitar el volar àrees poblades, amb mala meteorologia o de nit. Molts antics pilots estan disposats a acceptar aquestes restriccions operacionals i molts ultralleugers són propietat de pilots d'aviació general experimentats o per expilots comercials.